# Taishi Tsukamoto
Taishi Tsukamoto (japanisch 塚本 泰史 Tsukamoto Taishi; * 4. Juli 1985 in der Präfektur Saitama) ist ein ehemaliger japanischer Fußballspieler.

## Karriere
Tsukamoto erlernte das Fußballspielen in der Universitätsmannschaft der Komazawa-Universität. Seinen ersten Vertrag unterschrieb er 2008 bei Omiya Ardija. Der Verein spielte in der höchsten Liga des Landes, der J1 League. Für den Verein absolvierte er 27 Erstligaspiele. Ende 2010 beendete er seine Karriere als Fußballspieler.